# Rubén Olivera da Rosa
Ruben Ariel Olivera da Rosa (Montevideo, 4 de mayo de 1983) es un exfutbolista uruguayo. Se desempeñaba como centrocampista y su último equipo fue el FC Aprilia de la Serie D de Italia. En mayo de 2021 anunció su retiro debido a una enfermedad cardiaca.

## Trayectoria

### Danubio (1998-2001)
Empezó su carrera en Danubio Fútbol Club debutando en 1998 con 15 años. En esta institución jugó junto a jugadores como Pablo Lima, Richard Núñez, Ruben Da Silva, Omar Pouso, Bruno Silva, Horacio Peralta, entre otros. Su gran desempeño en la Primera División Profesional de Uruguay lo llevó a la selecciones juveniles, y luego a la mayor. En ella jugó los partidos de preparación para el Copa Mundial de Fútbol de 2002 (finalmente no fue convocado), uno de ellos contra Italia en el Estadio Giuseppe Meazza en el cual dejó gran impresión en empresarios influyentes en Inter, Barcelona FC y Juventus.

### Juventus: Primera Etapa (2003-2004)
En 2003 pasó a la Juventus donde jugó hasta 2004.

### Atlético Madrid (2004)
En 2004 fue cedido al Club Atlético de Madrid, donde tuvo un muy breve pasaje.

### Juventus: Segunda Etapa (2004-2006)
Fue en su vuelta a Juventus, en 2004/05, cuando encontró la continuidad que buscaba de la mano de Fabio Capello, sustituyendo en reiteradas ocasiones al checo Pavel Nedved. Participó de forma decisiva junto a sus compatriotas Marcelo Zalayeta, Paolo Montero en Serie A, Copa Italia y Champions League. En un momento en el que parecía haber un ascenso en su carrera Juventus descendió, Capello se va al Real Madrid y Olivera declaró no querer jugar en la Serie B.

### Sampdoria (2006-2007)
Consecuencia de sus dichos poco oportunos fue cedido en calidad de préstamo a la Sampdoria, donde tuvo buena consecución de partidos.

### Peñarol primera etapa (2007-2008)
En la siguiente temporada recaló en Peñarol, donde obtuvo un título y se destacó en el clásico frente a Nacional convirtiendo dos goles, para luego volver a Europa.

### Genoa (2008-2009)
Para la temporada 2008/09 se encontraba jugando en el Genoa. Allí se encontró con un equipo que luego sería revelación, y logró la continuidad y goles con el equipo genovés.

### Peñarol segunda etapa (2009-2010)
Tras su paso por Genoa, regresó a Peñarol. En lo deportivo su paso coincidió con el logro del campeonato.

### Lecce (2010-2012)
Luego de un inadvertido paso por Club Atlético Peñarol volvió a Italia para vestir la camiseta número 10 del Unione Sportiva Lecce junto a sus compatriotas Guillermo Giacomazzi, Carlos Grossmüller, y Javier Chevanton.

### Liga de Quito (2017)
Gustavo Munúa lo fichó para su proyecto en Liga de Quito, cuatro veces campeón de torneos internacionales de América. En Ecuador, Olivera jugó de delantero, así como también de doble 5 frente al Macará en la derrota 2 a 3 por la 12 fecha del campeonato. A pesar de que llegó como contratación estrella, su rendimiento fue deslucido y no logró justificar su exuberante sueldo. Aun cuando el directivo Esteban Paz había expresado en varias ocasiones el deseo de finiquitar su contrato, el jugador dijo a su empresario que se iría sólo si se le cumplía con lo pactado: "El representante (de Olivera) me informó que su deseo es salir de Liga cobrando todo su contrato, y eso complica su salida. Que se quede en la reserva no le conviene a nadie", explicó Paz. Adicionalmente, el jugador fue criticado por la hinchada debido a unas imágenes filtradas en redes sociales donde se lo observaba en una parrillada, con una cajetilla de cigarrillos en la mano.
A fines del mes de junio de 2017, el jugador anunció de forma pública que firmaría la finalización de su contrato con Liga de Quito, debido a que no se dieron los resultados esperados, con el equipo albo jugó 12 partidos de los cuales 6 fueron como titular sumando 583 minutos, dos asistencias y 5 cartones amarillos.

## Selección nacional
Ha sido internacional con la Selección de fútbol de Uruguay en 18 ocasiones.
Participaciones en Copa América
| Copa              | Sede     | Resultado    | Partidos | Goles |
| ----------------- | -------- | ------------ | -------- | ----- |
| Copa América 2001 | Colombia | Cuarto lugar | 6        | 2     |
| Copa América 2004 | Perú     | Cuarto lugar | 7        | 5     |

## Clubes
| Club                    | País    | Año       |
| ----------------------- | ------- | --------- |
| Danubio                 | Uruguay | 1998-2001 |
| Juventus                | Italia  | 2002-2003 |
| Club Atlético de Madrid | España  | 2003-2004 |
| Juventus                | Italia  | 2004-2006 |
| UC Sampdoria            | Italia  | 2006-2007 |
| Juventus                | Italia  | 2007      |
| Peñarol                 | Uruguay | 2008      |
| Genoa                   | Italia  | 2008-2009 |
| Peñarol                 | Uruguay | 2009–2010 |
| US Lecce                | Italia  | 2010-2011 |
| Fiorentina              | Italia  | 2011-2012 |
| Genoa                   | Italia  | 2012-2013 |
| Fiorentina              | Italia  | 2013      |
| Brescia Calcio          | Italia  | 2013-2014 |
| US Latina Calcio        | Italia  | 2014–2015 |
| Liga de Quito           | Ecuador | 2017      |
| US Latina Calcio        | Italia  | 2017–2018 |
| FC Aprilia              | Italia  | 2018-2019 |
| Ostia Mare Lido Calcio  | Italia  | 2019-2020 |
| FC Aprilia              | Italia  | 2020-2021 |

## Palmarés

### Campeonatos nacionales
| Título              | Club     | País    | Temporada |
| ------------------- | -------- | ------- | --------- |
| Torneo Apertura     | Danubio  | Uruguay | 2001      |
| Serie A             | Juventus | Italia  | 2002-03   |
| Supercopa de Italia | Juventus | Italia  | 2002      |
| Supercopa de Italia | Juventus | Italia  | 2003      |
| Torneo Clausura     | Peñarol  | Uruguay | 2008      |
| Torneo Clausura     | Peñarol  | Uruguay | 2010      |
| Campeonato Uruguayo | Peñarol  | Uruguay | 2009-10   |